# 원격 의료
원격 의료(telehealth or telemedicine)는 원거리에서 비대면으로 임상 진료를 시행하기 위해 원거리 통신과 정보 기술을 이용한다. 거리의 장벽을 없애주고, 의료 서비스를 쉽게 접할 수 있도록 해준다. 많은 경우에, 거리 때문에 지속적으로 의료 서비스를 받기가 어려운 지방 쪽에서 원격 의료를 이용한다. 또한 중환자 관리나 응급 상황에서 생명을 살리는 데에도 쓰인다.
비록 먼 과거에 선구자들이 있었지만, 근본적으로는 20세기의 원격 통신과 정보 기술의 산물이다. 이러한 기술들은 환자와 의료진과의 소통 편의와 정확성을 가능하게 하고, 이 뿐만 아니라 종합 검진의 전송, 의료 영상과 의료 정보학 데이터를 한 쪽에서 다른 쪽으로 전송도 가능하게 한다.
원격 의료의 초기 형태는 전화기와 라디오를 이용한 것이었는데, 화상 통화와, 분산된 클라이언트/서버 애플리케이션을 이용하여 진단 방법이 향상되었고, 재가 복지 서비스를 보조하기 위한 원격 의료 장치도 추가되었다.

## 장점과 단점
원격 의료는 외딴 지역이나 원거리에 살고 있는 환자들에게 유익하다. 그들은 직접 의사나 전문의들을 만나러 멀리까지 갈 필요 없이 치료를 받을 수 있다. 최근의 모바일 협업 기술의 발전은 같은 지역의 경우, 다양한 장소에 있는 의료인들이 정보를 공유하고 환자들의 문제에 관해 의논하는 것을 가능하게 만들었다. 모바일 기술을 이용한 원격 환자 모니터링은 외래 환자들의 방문 필요성을 줄여주고, 원격 처방의 검증과 약물 투여 관리를 가능하게 하여 건강 관리의 전반적인 비용을 잠재적으로 상당히 줄일 수 있게 된다. 또, 원격의료는 근무자들에게 전문가들을 보고 배울 수 있게 하고, 최적의 실습을 훨씬 쉽게 공유함으로써, 의학 교육 효과도 있다.
원격 의료는 환자와 의료진 사이에 전염병이나 기생 동물이 옮기는 경우도 없다. 이 부분이 특히나 MRSA가 걱정하는 문제이다. 부가적으로, 병원을 불편하게 느끼는 몇몇 환자들은 아마도 원격 의료가 더 나을 것이다. 예를 들어 화이트 코트 신드롬이 있는 환자도 병원을 피하게 될 것이다. 집에 틀어 박혀 있거나 그렇지 않으면 구급차가 병원에 데리고 가야 하는 경우의 환자들은 고려 대상이 될 것이다.
원격 의료의 단점은 원격 통신과 데이터 관리 장비의 비용, 그리고 원격 진료를 사용할 의료인들을 위한 기술 훈련의 비용에 있다. 가상 의료는 잠재적으로 의료 전문가들과 환자 간의 인간적인 상호 소통을 줄어들게 하고, 등록된 전문가의 부재 시에 의료 서비스를 제공할 경우의 위험성 증가, 또 전자 저장 매체로의 저장과 전송 과정에서 보호된 건강 정보를 위태롭게 할 위험을 수반하고 있다. 또한 가상의 상호 작용을 통하여 환자를 판단하여 치료하는 어려움 때문에 시간적인 효율성도 사실상 떨어진다. 예를 들어, 보통의 일반적인 피부과 상담은 15분이 걸린다면, 원격 피부과 상담은 30분이 걸린다. 추가적으로, 관련된 임상 정보들을 접할 기회도 줄어들었고, 영상이나 환자 진행 경과 보고서 등 전송된 기록의 상태가 안 좋을 수 있어서 의사들에게 전달 해줄 환자 케어 정보는 품질을 보장하는 데 어려움이 있다. 원격 의료를 수행하는데 있어서 다른 장애물에는 몇몇 원격 의료 관행에 있어서 명확하지 않은 법적 규제와 또 어떤 분야에서는 정부 프로그램이나 보험 업자에게 손해 배상을 청구하기 어려운 점 등이 있다.
또 다른 원격 의료의 단점은 치료를 즉시 시작할 수 없는 것이다. 예를 들어서, 박테리아의 감염으로 고통 받고 있는 환자의 경우는 약으로 항생제 처방을 받기 전에, 병원에서 항생제 피하 주사를 맞고, 반응을 관찰해 봐야 할 것이다.

## 선구자들
원격 의료의 발단이 된 초기의 모습으로, 아프리카 마을 사람들은 심각한 전염병이 발생할 경우에 마을에서 멀리 떨어져 있도록 알리기 위해 봉화(smoke signal)를 사용하였다. 1900년대 초기에는 오스트레일리아의 외딴 지역에 살고 있는 사람들은 오스트레일리아 왕립 항공 의료 서비스와 통신하기 위해서 송수신 겸용 라디오(two-way radio)를 사용하였다. 라디오는 자전거 페달을 이용한 발전기로 작동하였다.

## 원격 의료의 형태

### 범주
원격 의료는 세 가지 주요 범주로 구분할 수 있다: ① 축적 전송②원격 모니터링 ③ (실시간) 쌍방향 서비스
축적 전송 방식은 의학 데이터(의학 영상, 생체 신호 등)를 수집하고, 오프라인에서도 종합 진단을 내려 의사나 전문의에게 편한 시간 때에 전송할 수 있다. 수신 측의 단말이나 발신 단말이 동시에 있지 않아도 통신이 가능하다. 피부과, 방사선학, 병리학 등은 동시에 통신하지 않는 원격 의료를 더 하기 쉽게 만드는 흔한 전문 분야이다. 적절하게 구성된 진료 기록(가급적이면 전자식으로)도 전송되어야 한다. 전통적인 환자를 직접 대하는 방법과 원격 의료를 통해 환자를 대하는 것의 중요한 차이는 실질적인 몸의 진찰과 환자의 내력이 빠진 것이다. 축적 전송 방식은 임상 의사들이 환자의 내력과 몸을 진찰하지 못하는 대신에 음성/영상 정보를 필요로 한다.
원격 모니터링은 자가 모니터링 혹은 자가 테스트라고 알려져 있는데, 전문 의료진들을 다양한 기술의 기기를 사용하여 환자를 원격으로 모니터링 할 수 있게 한다. 이 방법은 처음에 만성적인 질병들이나 심장병, 진성 당뇨병, 천식과 같은 특정 상황들을 관리하기 위하여 사용되었다. 이러한 서비스들은 환자를 직접 대면하는 전통적인 방식과도 견줄만한 건강 결과가 나온다. 환자들에게 큰 만족을 주고, 경제적으로도 효과가 있을 것이다.
쌍방향 원격 의료 서비스는 전화 통화, 온라인 커뮤니케이션, 가정 방문 등을 가능하게 위해서 환자와 제공자 간에 실시간 상호 소통을 제공한다. 환자의 내력 검토, 신체 진찰, 정신 감정, 안과 검사 등과 같은 활동들이 환자와 직접 대면하는 전통적인 방식과 비슷하게 이루어진다. 게다가, 임상 의사와의 쌍방향 원격 진료 서비스는 직접 방문할 때 보다 가격이 덜 비싸다.

### 응급 원격 진료
미국의 해군 부대 의료진들은 손에 들고 다니는 원격 의료 기기를 사용하기 위해 훈련을 받는다.(2006)
프랑스, 스페인, 칠레, 브라질의 의료 구급대 규제 기관의 의사들은 매일 응급 원격 진료를 수행하고 있다. 항공과 해상의 응급 상황들 또한 파리, 리스본, 툴루즈의 의료 구급대 센터에서 다룬다.
최근의 연구에서 응급 상황과 중환자실에서 원격 진료를 받아들이는 데 있어서 장벽으로 작용하는 가장 주요한 요인에 대해 밝혀놓았다.
- 의료 사고 방지, 다양한 시설에서의 특권 등 모든 여러 가지 사정들로, 면허를 따는 어려움과 그에 드는 비용 규제의 문제
- 정부 지급자들과 몇몇 영리 보험 회사들은 가입 허가와 상환의 부족으로 재정적 장벽을 넘지 못하고 있다. 이러한 투자가 병원과 헬스 케어 시스템에 곧바로 부담을 주게 된다.
- 원격 의료를 적용하고자 하는 욕구가 없는 데서 비롯한 문화적 장벽

### 일반적인 헬스 케어 제공

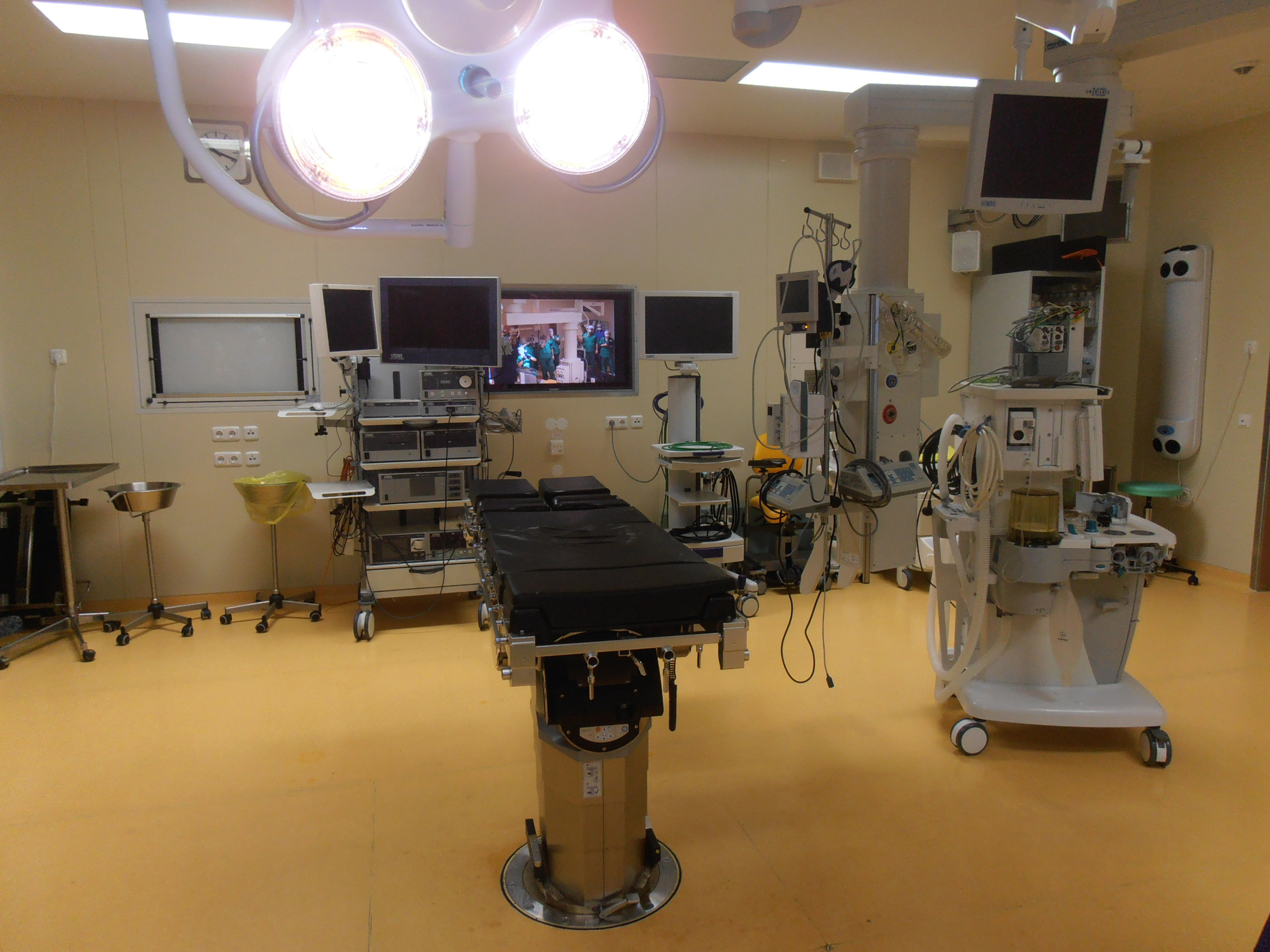
원격 의료 시스템. 튜메니의 신경 외과 연방 센터, 2013

원격으로 진단하고, 심장 소생법(cardiac resuscitation)(제세동)을 필요로 하는 환자들을 치료하기 위해서 고안된 최초의 쌍방향 원격 의료 시스템은 표준 전화 회선을 통해 작동하고, 1989년에 미국의 MedPhone 회사에서 개발하여 출시되었다. 그 회사의 회장이자 최고 경영자인 S Eric Wachtel의 지휘 아래 1년이 지나고 나서는 모바일 무선 버전인 MDPhone을 소개하였다. 미국의 12개의 병원들이 수신과 치료 기관의 역할을 하였다.
원격 모니터링은 의료진과 떨어져 있는 환자들을 원격으로 모니터링하는 것을 포함하는 의료 행위이다. 전반적으로 환자들은 집에서 많은 모니터링 기기를 가지게 될 것이다. 그리고 이러한 기기의 결과는 전화를 통해 의료진에게 전송이 될 것이다. 원격 모니터링은 병원까지 직접 가기 싫어하는 환자들이나 스스로 간단한 건강 관리를 할 환자들에게 편리한 방법이다.
객관적인 과학 기술상의 모니터링일 뿐만 아니라, 대부분의 원격 모니터링 프로그램들은 환자의 건강과 편의에 관한 주관적인 질의도 포함한다. 이러한 질의는 전화상에서 자동적으로 할 수도 있고, 원격 모니터링 소프트웨어가 환자를 의료진과 연락을 취해주기도 한다. 그러면 의료진들이 현장에서 진찰하는 것과 비슷하게 주관적인 정보와 객관적인 정보를 조합하여 환자의 치료에 대해 결정을 하게 된다.
혈압, 심장 박동, 무게, 혈당, 헤모글로빈을 추적하는 원격 모니터링 기기도 있다. 원격 모니터링은 환자가 옆에 필요한 모니터링 장비들을 가지고 있으면 어떠한 생체 신호에 관해서도 정보 제공하는 것이 가능하다. 환자의 상태의 심각성에 따라서 의료진들은 가장 좋은 치료 방법을 판단하기 위해 매일 혹은 한 주에 한번 이 통계 자료들을 확인할 것이다.
인도인 아유르베다 의사이자 지바 아유르베다의 이사를 맡고 있는 Partap Chauhan가 2007년에 최초의 아유르베다 원격 의료 센터를 인도에 설립하였다. 텔레독은
모바일 아유르베다 분야 기술자들을 지바 연구소 병원의 의사들에게 연결시켜 주기 위해 자바스크립트로 돌아가는 노키아 폰을 사용했다. 가장 최고 기록일 때는 텔레독을 이용하는 사람의 수가 하리아나 주에서 한 달에 약 1000명까지 도달했다. 처음으로 당뇨병과 같은 만성 질환을 다루었기 때문이다.
집에 있는 환자들의 모니터링은 혈압계와 같이 알려진 기기들을 사용하고 의료진에게 정보를 전송해 주는데, 빠르게 성장하는 최근에 생겨난 서비스들이다. 이러한 원격 모니터링 해결책은 현재의 높은 만성 질환의 사망률에 초점을 맞추었고, 주로 선진국에서 이용하고 있다. 개발도상국에서는 1차 원격 진단 방문으로 훨씬 더 잘 알려져 있는 새로운 방법이 최근에 생겨나고 있다. 그것에 따라 의사들은 원격으로 진찰하고 환자를 치료하기 위해서 기기를 사용한다. 예를 들어, 남아프리카가 있다. 1차 원격 진단 상담이 이미 진단했었던 만성 질환을 감시할 뿐만 아니라, 미래에 발생하여 의사를 찾게 될 병까지도 진단하고 관리하기 때문에, 이 새로운 기술과 의료 원칙은 주요한 헬스 케어 제공 문제를 향상시키기 위한 중요한 약속을 담고 있다.

### 원격 간호
원격 간호는 환자와 간호사가 물리적으로 멀리 떨어져 있을 때 간호 서비스를 제공하기 위해서 원격 통신과 정보 기술을 이용한다. 원격 의료의 한 부분으로, 원격 진단, 원격 상담, 원격 모니터링 등과 같은 다른 의학적, 비의학적 응용과 많이 연결이 된다.
원격 간호는 많은 국가에서 여러 가지 요소들 때문에 상당한 성장률을 보이고 있다 : 사람들은 헬스 케어의 비용을 줄이는 것과, 고령화 층과 만성 질환을 앓는 사람들의 증가, 헬스 케어의 범위를 거리가 먼 곳, 시골, 인구의 수가 적은 지역들까지로 확대하는 등의 고민으로 사로잡혀 있다. 이러한 이득에 따라, 원격 간호는 증가하는 간호사 부족 문제에 대한 해결책이 될 수도 있을 것이다; 거리와 병원까지 가는 데 걸리는 시간이 줄어들고, 환자가 병원에 들어가지 않아도 된다. 원격 간호사들의 직업 만족도가 계속해서 크게 나오고 있다.
2014년 1월에, 오스트레일리아에서 멜버른 기술 전문 대학교는 호주 수유 협회()와 공동으로 최초로 새어머니들을 위한 손을 쓰지 않고 모유 수유를 할 수 있는 구글 글래스 애플리케이션을 만들기 위해서 스몰 월드 소셜(Small World Social)을 설립하였다. ‘구글 글래스 앱 평가판’ 애플리케이션으로 흔한 모유 수유에 관한 문제들(아기의 의도를 이해하는 것, 자세 등)에 관한 설명문을 읽으면서 아기를 보육할 수 있고, 혹은 안전한 구글 행아웃을 통하여 수유 상담가를 부를 수 있다. 수유 상담가는 엄마의 구글 글래스 카메라를 통해 문제를 볼 수 있다. 앱의 평가판은 2014년 4월에 멜버른에서 성공적으로 끝이 났고, 앱의 사용자 전원이 모두 자신감 있게 모유 수유를 할 수 있었다.

### 원격 조제
원격 조제는 약사를 직접 만나기 어려운 지역에서 원격 통신을 통해서 약 처방만 담당하는 케어를 말한다. 광범위한 원격 의료의 현상 중의 하나이다. 원격 조제는 약물 치료 모니터링, 환자 상담, 처방약에 대한 사전의 허가와 계속 조제할 때의 의사의 승인, 원격 회의나 화상 회의에 따른 처방서의 감시 등을 포함한다. 자동 포장과 라벨링 시스템을 통해서 원격으로 약물을 조제하는 것 또한 원격 조제의 예시이다. 원격 조제는 소매의 약국 사이트나 병원, 양로원, 기타 의료 기관에서 할 수가 있다.
약사들과 약국 직원들을 원격으로 교육하고 훈련하는 것 등의 다른 목적으로도 화상 회의를 하는 것을 포함한다.

### 원격 트라우마 치료
원격 트라우마 치료는 트라우마 환경에서의 말솜씨를 능숙하게 향상시키는데 활용될 수 있다. 예를 들어보면 다음과 같다.
- 트라우마가 있는 사람들을 분류 : 원격 의료를 사용하여, 트라우마 전문가들은 모바일 기기를 이용한 인터넷을 통하여 다양한 사상자들과 재난의 현장에 있었던 사람들과 상처의 심각성을 판단하기 위해 상호 소통을 하게 된다. 그들은 임상 평가를 해줄 수 있고, 트라우마가 있는 사람들이 필요한 치료를 받기 위해 위나 장을 비워야 하는지 판단한다. 원격으로 하는 트라우마 전문가들은 임상 평가와 환자와 물리적으로 가까이서 치료하게 될 계획 등 질이 비슷하다.

- 집중 치료실(ICU, intensive care unit) 단계 : 원격 의료는 또한 트라우마 집중 치료실에서 감염의 확산을 줄이기 위해서 쓰인다. 이 단계는 대개 전국 각지의 병원들에서 참여하는 의사들, 동료들, 레지던트들, 그 밖의 다른 임상 의사들을 포함하여 병원에 있는 약 열명 혹은 그 이상의 사람들이 팀으로 모여 행해진다. 이 그룹은 대개 치료실 내의 각각의 환자들에 대해서 돌아가며 논의한다. 이것은 밤 근무에서 낮 근무로 교대하기가 편하다. 또한 새로운 레지던트들이 교육적인 경험을 하는 데 도움을 준다. 새로운 접근법은 화상 회의 시스템을 통하여 회의실에서 행하는 것을 특징으로 한다. 트라우마 주치의, 레지던트, 동료들, 간호사, 임상 간호사 그리고 약사는 환자의 머리맡의 실시간 비디오 스트림을 볼 수 있다. 이들은 모니터를 통해서 생체 신호, 호흡기의 세팅, 환자의 상처를 볼 수 있다. 화상 회의는 원격으로 보는 사람들이 환자의 침대 옆에 있는 의료진과의 쌍방향 소통을 할 수 있게 한다.

- 트라우마 교육 : 몇몇의 트라우마 센터들은 병원과 전세계의 의료진들에게 화상 회의 기술을 이용한 트라우마 교육 강의를 제공한다. 각각의 강의는 기초적인 원칙, 직접 경험에 의한 지식, 확립된 임상 진료 표준 분석에 대한 근거 기반 진료,[7] 새로워진 발전된 대체 방법의 비교 등을 포함한다. 다양한 곳에서 위치, 의료진,자원 등에 근거한 관점을 공유하고 공동으로 작업한다.

- 수술실 : 트라우마 외과 전문의들은 화상 회의를 이용하여 먼 곳에서도 각 경우에 대한 관찰과 상담을 할 수 있다. 이것은 참여하는 사람이 실시간으로 레지던트들을 보는 것을 가능하게 한다. 외과 전문의들은 카메라를 방향을 자유롭게 원격 조절하여(상하, 좌우, 확대 축소)(PTZ, 팬 틸트 줌) 수술하기 가장 좋은 각도를 찾을 수 있다. 동시에 환자에게 최상의 수술을 제공하기 위한 전문 지식도 제공한다.

## 같이 보기
- 보건분야의 인공지능
- 이헬스
- 모바일 헬스
- 혼합 현실
- 스마트 시티